# منظمة العمل الإسلامي
منظمة العمل الإسلامي (IAO) هو حزب سياسي شيعي في العراق. أسسه رجل الدين آية الله العظمى محمد تقي المدرسي في ستينيات القرن العشرين، تحت اسم الحركة الرسالية، وفي عام 1979 م، غُير الاسم إلى منظمة العمل الإسلامي.

## طالع أيضًا
- قائمة الأحزاب السياسية الإسلامية[الإنجليزية]

## مرجع
1. ↑  Rob Johnson (24 نوفمبر 2010). The Iran-Iraq War. Palgrave Macmillan. ص. 122. ISBN:978-1-137-26778-8. مؤرشف من الأصل في 2017-06-28. اطلع عليه بتاريخ 2016-05-08.
2. ↑  Cesari, Jocelyne (14 Apr 2014). The Awakening of Muslim Democracy (بالإنجليزية). Cambridge University Press. ISBN:978-1-107-04418-0. Archived from the original on 2023-11-01.

## روابط خارجية
- الملف الشخصي من MER